# Diarmuid und Gráinne
Diarmuid und Gráinne (irisch Tóraíocht Dhiarmada agus Ghráinne, in älterer Schreibweise Tóraigheacht Dhiarmada agus Ghráinne ['toːrijaxt 'jiarmada 'agus 'ɤraːNʴe], „Das Davonlaufen von Diarmuid und Gráinne“; altirisch auch Aithed Gráinne re Diarmait, „Die Entführung der Gráinne durch Diarmait“) ist eine Erzählung aus dem Finn-Zyklus, dem südirischen Sagenkreis um Fionn mac Cumhail (ältere Schreibweise Finn mac Umaill).

## Werkgeschichte
Die Sage ist im Lebor Laignech („Buch von Leinster“), einer der umfangreichsten älteren Handschriften, verzeichnet. Verfasst wurde dieses Werk in den Sechzigerjahren des 12. Jahrhunderts vom Abt von Terryglas (County Tipperary), Aed mac Crimthainn, dem prímsenchaid („Haupthistoriker“) von Leinster. Das Manuskript ist, wenn auch unvollständig, in der Bibliothek des Trinity College von Dublin aufbewahrt. Fünf Sagen aus dem Fenian-Zyklus um Finn mac Umaill sind darin enthalten, darunter auch „Diarmuid und Grainne“. Textanspielungen siedeln diese Sage im 9. bis 10. Jahrhundert an, da sie in anderen alten Erzählungen als bekannt vorausgesetzt wird. Die erste vollständige Aufzeichnung ist allerdings erst aus dem 14. Jahrhundert erhalten.
Diese Sage ist eine der keltischen Quellen von Tristan und Isolde. Das gleiche Thema behandeln die irische Sagen Scéla Cano meic Gartnáin („Die Geschichte von Cano, dem Sohn Gartnáns“) sowie Longas mac nUislenn („Die Verbannung der Söhne Uislius“), in der das Schicksal von Naoise und Deirdre geschildert wird.

## Inhalt
Finn ist hier nicht mehr der strahlende jugendliche Held, der unbezwingbare Anführer der Fianna, sondern ein alt und eifersüchtig gewordener Witwer, der eine jüngere Gattin sucht. Sein Sohn Oisín schlägt ihm Gráinne, die Tochter des Hochkönigs Cormac mac Airt vor, obwohl Finn mit diesem in Unfrieden lebt. Er sendet deshalb Oisín und dessen Freund Diorraing als Brautwerber an den Hof von Gráinnes Vater nach Tara. Cormac will seine Tochter selbst entscheiden lassen, diese glaubt allerdings, dass Oisín für sich selbst werben komme. Erst als auf ihr Jawort hin Finn mit seinem Gefolge eintrifft, erkennt sie beim Gastmahl in der Festhalle ihren Irrtum. Deshalb geht sie mit einem kostbaren Humpen in der Runde und lässt jeden daraus trinken. Diarmuid, der ihr am besten gefällt, belegt sie mit der geis der Vernichtung, wenn er sie nicht in derselben Nacht noch entführe. Dem kann Diarmuid nicht entgehen, denn dies wiegt schwerer als seine Gefolgschaftstreue gegen Finn. Seine Brüder beschließen, ihm bei dieser „Ehrensache“ zu helfen und mit ihm vor Finns Zorn zu fliehen.
In Connacht finden sie ihre erste Zufluchtsstätte, wo sich Diarmuid dem nachgekommenen Finn gegenüber als zukünftiger Gatte Gráinnes deklariert. Da ihm Finn mit dem Tode droht und sein Lager umzingelt hat, flieht er mit einem „Hechtsprung“ über die Belagerer hinweg. Ein Bote aus der Anderen Welt bringt sie an das Meeresufer, wo sich Diarmuid gegen drei Kampfhunde und tausend Krieger verteidigen muss. In den heiligen Ebereschenbäumen der Túatha Dé Danann können sie einige Zeit rasten, bis sie wieder aufgespürt werden. Der Gott Oengus, sein Pflegevater, hilft ihm, Frieden mit Finn zu schließen, den dieser aber nicht halten will. Er lockt Diarmuid in eine Falle, indem er ihn mit einem Eber kämpfen lässt, der auf Grund einer geis zugleich mit ihm sterben wird. Diarmuid tötet den Eber mit seinem Speer, dieser reißt ihm mit letzter Kraft den Leib auf. Trotz aller Bitten und Drohungen der Fianna-Krieger verweigert Finn dem todwunden Gegner den Trunk Wasser aus seiner Hand, der ihn heilen würde und Diarmuid stirbt. Oengus nimmt den Toten in den síd von New Grange auf; Gráinne verteilt seine Waffen an ihre Kinder, damit sie dereinst den Vater rächen können.

## Fenierballade
Die Fenierballaden gehören zum Beginn der Balladendichtung, einer im 12. Jahrhundert in Irland auftretenden literarischen Gattung. Ein Beispiel ist das Schlaflied, das Gráinne bei der Wache für Diarmuid singt:
Codail beagán, beagán beag, óir ní heagail duit a bheag,...
Schlaf ein wenig, nur ein wenig, denn es liegt keine Gefahr in ein wenig Schlaf,

Jüngling, dem ich meine Liebe geschenkt habe, Diarmaid, Sohn des Ó Duibhne.

Schlaf ruhig hier, edler Diarmaid Ó Duibhne;

ich werde über dich wachen, schöner Sohn des Ó Duibhne.

## Spuren der Sage

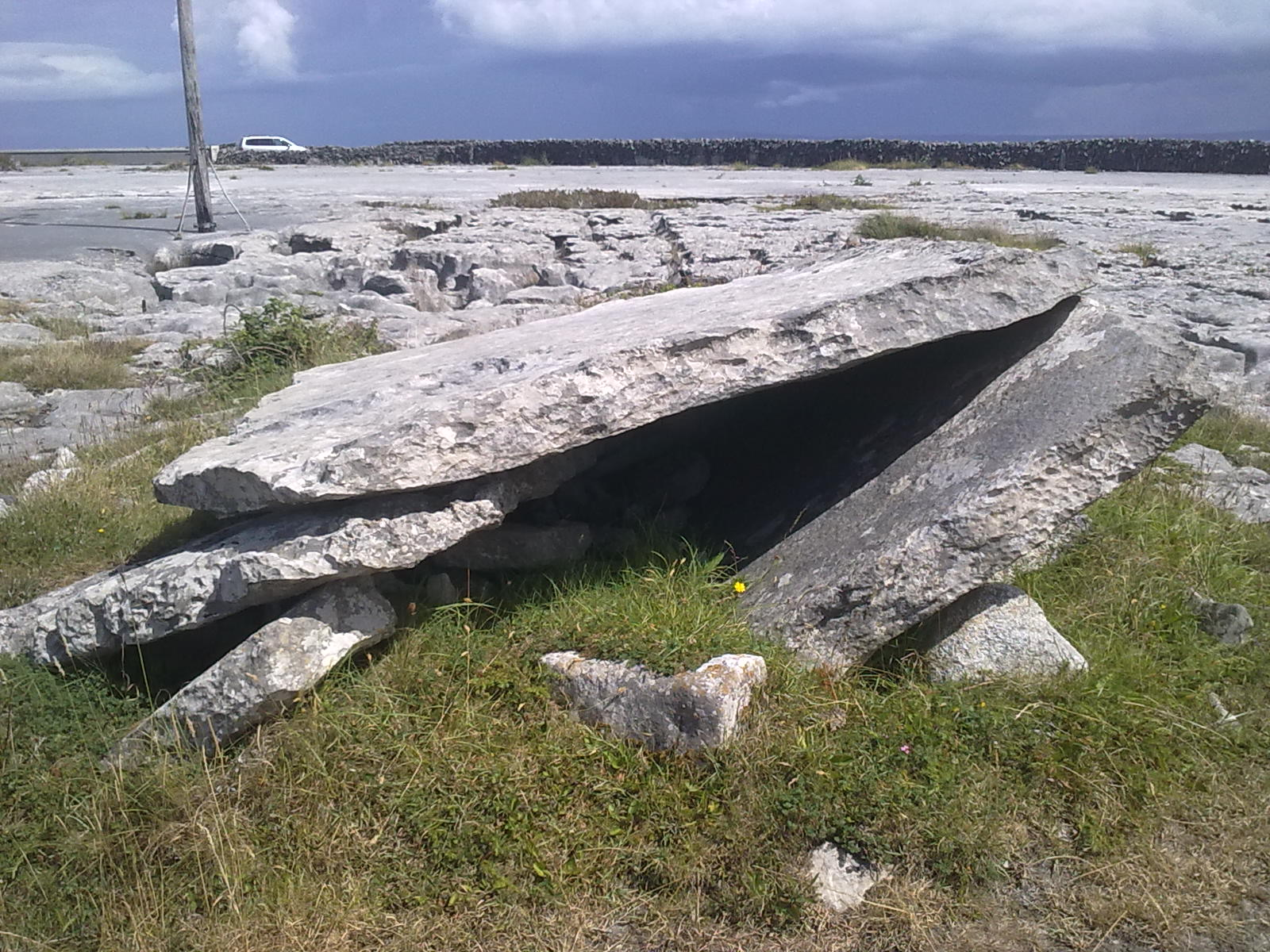
Das Wedge Tomb auf Inishmaan

Einige Dolmen (Hünengräber) in Irland tragen heute noch den Namen Leaba Dhiarmuid agus Grainne oder Leaba Dhiarmada 'is Gráinne („Bett von Diarmuid und Gráinne“) eines davon liegt auf der Insel Inishmore (Oghil Wedge tomb). Als Stelle seines Todes werden entweder der Berg Ben Bulben (County Sligo) oder der Tor Gulbin in Lochaber im schottischen Hochland genannt (dies kann durch eine Verwechslung der Namen erklärt werden, da der Ben Bulben auch Ben Gulben genannt wurde). In einer Höhle des Berges sollen Diarmuid und Gráinne auf ihrer Flucht gewohnt haben, eine Felsformation in der Höhle wird als Leaba Dhiarmada agus Gráinne („Das Bett von Diarmuid und Gráinne“) bezeichnet.